# 赫氏鰩
赫氏鰩（學名：Raja herwigi），為軟骨魚綱鰩目鰩科鰩屬的一種，分布於中東大西洋維德角群島海域，深度55至102公尺，體長可達50公分，棲息在大陸棚海域，為底棲性魚類，肉食性，卵生，生活習性不明。